# Rio Khrami
O rio Khrami (em georgiano:  ხრამი, em azeri:  Anaxatır) é um rio do leste da Geórgia e oeste do Azerbaijão, afluente, pela margem direita, do rio Kura, com o qual converge no rayon de Agstafa, no Azerbaijão.
Nasce na cordilheira de Trialécia, no Cáucaso Menor aos 2422 m de altitude, e define um vale profundo. É alimentado principalmente por neve. Entre os seus afluentes estão os rios Debeda e Mashavera. A albufeira Tsalka e três hidroelétricas situam-se no Khrami.
Define parte da fronteira Azerbaijão-Geórgia.